# کنود مور
کنود مور (به دانمارکی: Knud Mohr) تمبرشناس دانمارکی است که طومار تمبرشناسان برجسته را در ادینبورگ در سال ۱۹۹۳ امضا کرد. او رئیس سابق فدراسیون جهانی تمبرشناسی و سردبیر سابق (در حال حاضر سردبیر افتخاری) کارشناسان اشیاء جعلی و تقلبی است.